# 大清皇帝功德碑
大清皇帝功德碑（满语：-{ᡩᠠᡳ᠌ᠴᡳᠩ
 ᡤᡠᡵᡠᠨ ‍ᡳ
 ᡝᠨᡩᡠᡵᡳᠩᡤᡝ
 ᡥᠠᠨ 
‍ᡳ
 ᡤᡠᠩ
 ᡝᡵᡩᡝᠮᡠᡳ
 ᠪᡝᡳ}-）是丙子胡亂之後清太宗在朝鮮王朝首都漢城附近建立的石碑。其最早豎立在大韓民國首爾特別市松坡區的三田渡，故又以其所在地的地名而稱為「三田渡碑」。2008年遷移到松坡區蠶室洞樂天世界大樓的後面。此碑列為大韓民國指定史蹟之一，編號為第101號，全稱為「三田渡清太宗功德碑」。現代韓國人將此碑當作「恥辱碑」看待。

## 歷史
1636年，清太宗入侵朝鮮，擊敗朝鮮軍隊。朝鮮仁祖前往南漢山城避難。後來仁祖被迫向清朝投降，願為清朝的藩屬國，史稱「丙子胡亂」。次年，太宗要求朝鮮建立一座功德碑，以頌揚大清皇帝的功績。在清朝的壓力下，仁祖被迫同意了，大清皇帝功德碑於1639年豎立於當年太宗受降的三田渡地區。碑文用滿文、蒙古文和文言漢文寫成，正面為滿文和蒙古文，背面為漢文，其內容大致相同。漢文版本為朝鮮官員李景奭撰寫，其他兩種語言的版本應是由漢文版本翻譯而成。此后，每当清朝敕使到达朝鲜，都会前往三田渡，拜谒大清皇帝功德碑。
清朝人认为三田渡碑对朝鲜伏属清朝的统治起着很好的效果，清聖祖便曾说：“此等地方，太宗文皇帝定朝鲜之役，我兵无处不到。以已破之国，我朝为之重加营建，俾安堵如故。是以其国人于太宗文皇帝驻军之地树立石碑，备书更生之德。”然而，自从三田渡碑的竖立以来，朝鲜人便一直视该碑为耻辱碑，一直有人试图破坏。比如在1640年，全罗、庆尚两道儒生因反对朝鲜送舟师助清伐明而不受采纳，便扬言要捣毁三田渡碑。此后朝鲜专门定军守直碑阁，直到1895年拆除为止。
1895年，清朝在甲午戰爭中被日本打敗，与日本簽訂了《馬關條約》，承認朝鮮與清朝脫離藩主關係。此後，开化党掌權者拆毀了迎恩門，並推倒了三田渡碑，此碑埋入地下。1931年掘出，1956年，韓國文化部長和教育部長認為此碑是民族恥辱的象徵，再次將其埋入地下。1963年，因洪水的肆虐，三田渡碑再度出現在人們眼前。人們認為此碑作為文化遺產和民族恥辱的象徵應該銘記，所以將之當作史跡保護起來。1983年，漢城市在該碑周圍建立公園。
2007年2月3日，也就是丙子胡亂後的370年，三田渡碑遭到韓國民族主義者的破壞。破壞者用紅色油漆在碑的正面寫上「철」（諺文「撤」）、「370」，背面寫上「거」（諺文「去」）、「병자」（諺文「丙子」）。27日，39歲的犯人朴氏被捕。此人曾在當年1月因為甲午農民戰爭的原因破壞了古阜郡守趙秉甲建立的石碑，他聲稱對韓國政府處理「恥辱碑」的做法非常不滿，認為該碑應該撤去，或者轉移到其他地方去。6月15日，石碑修復完成。
2008年，韓國對三田渡碑原來的位置進行考證，文化財廳決定將碑移到樂天世界大樓後面、松坡區蠶室洞47號石村湖水西湖東北方向的綠地上。至於位於原石碑基座下描繪仁祖向太宗行三跪九叩之禮的銅板，由於該銅板為1983年建造史蹟公園時所造之物，文化財委員會認為沒有文物價值，將其撤去。

## 图集

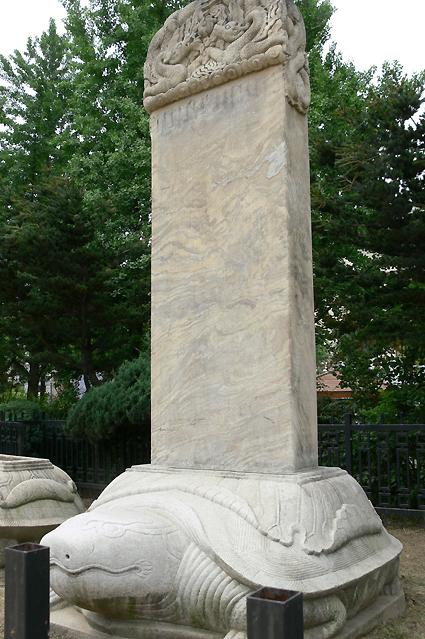
大清皇帝功德碑
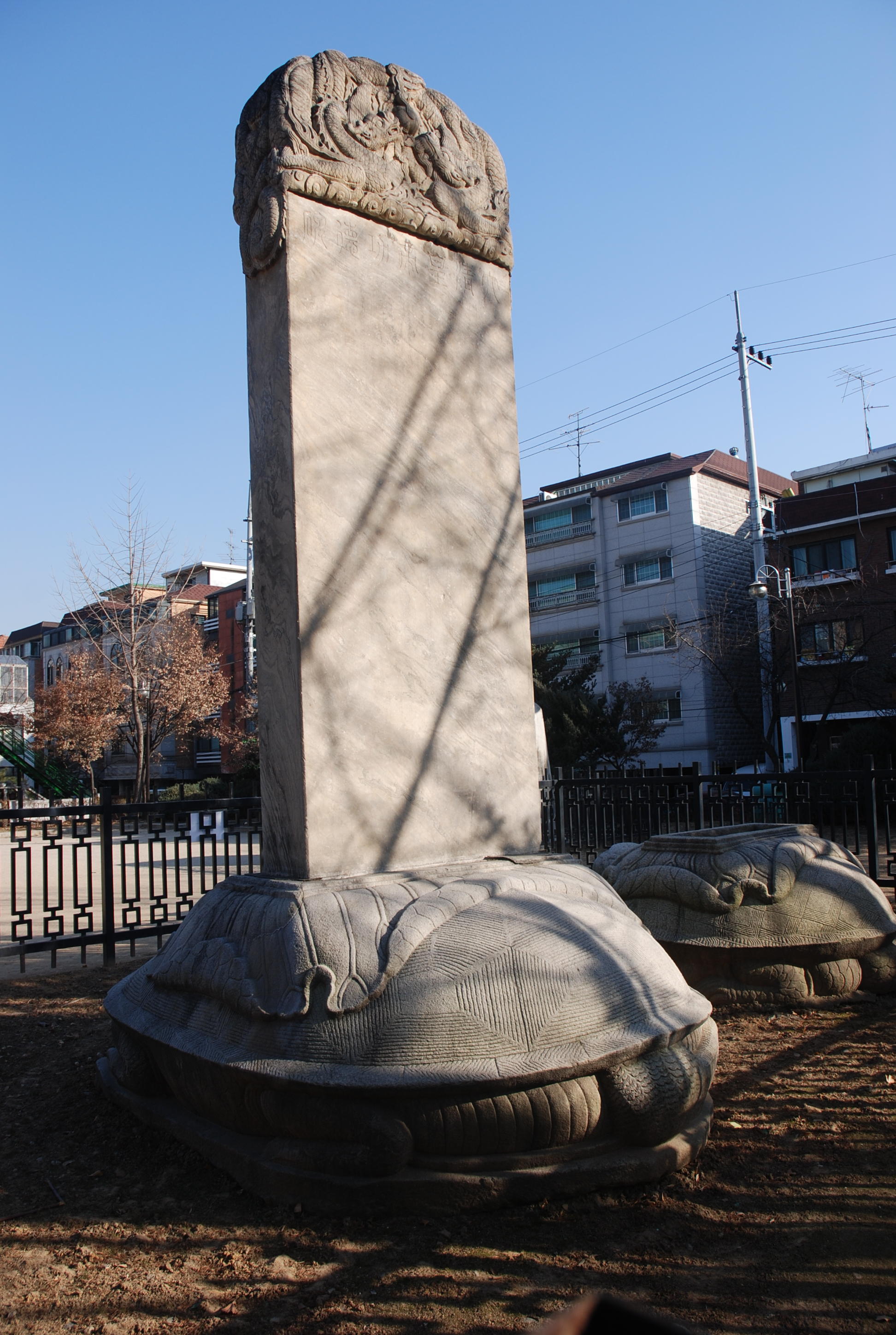
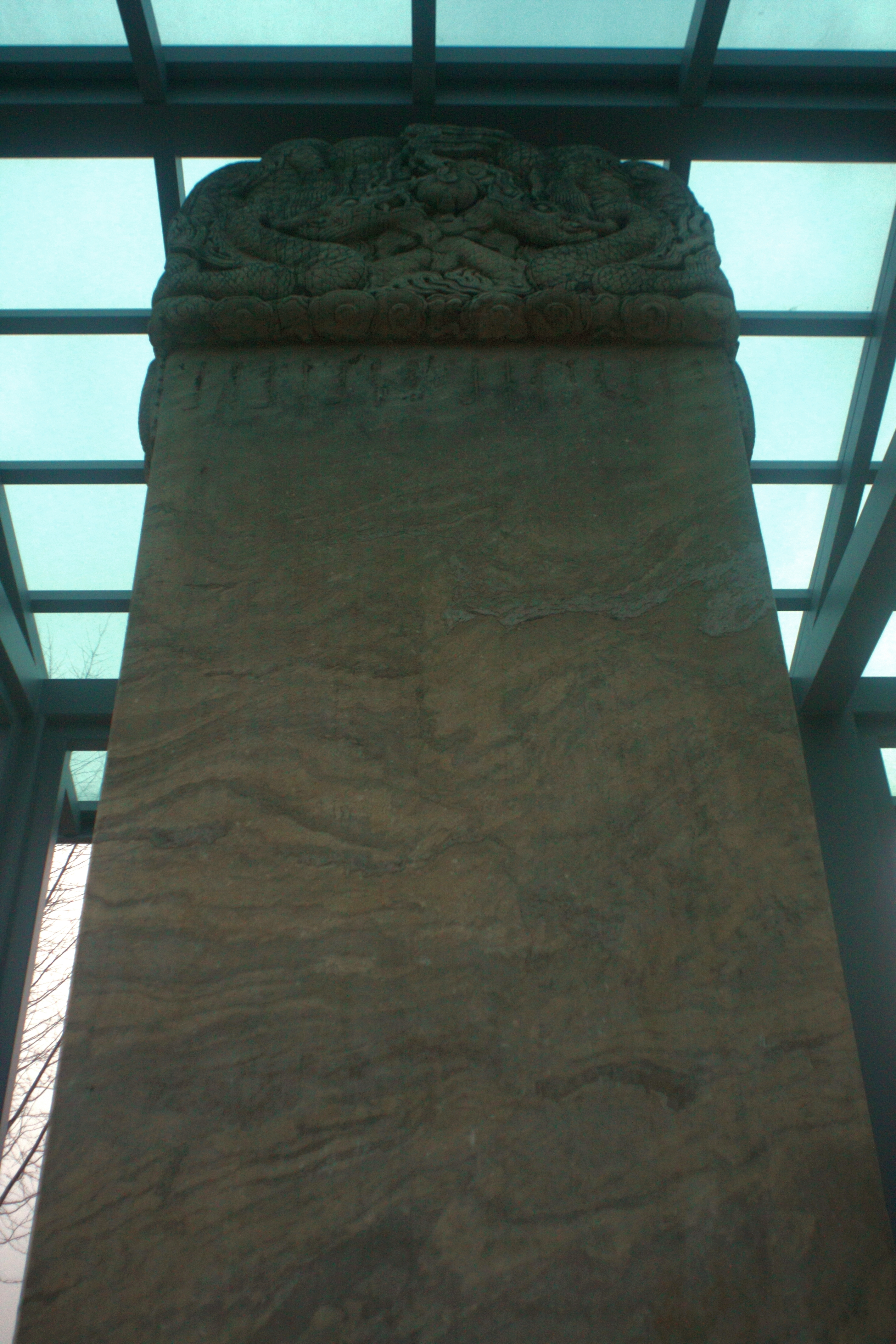
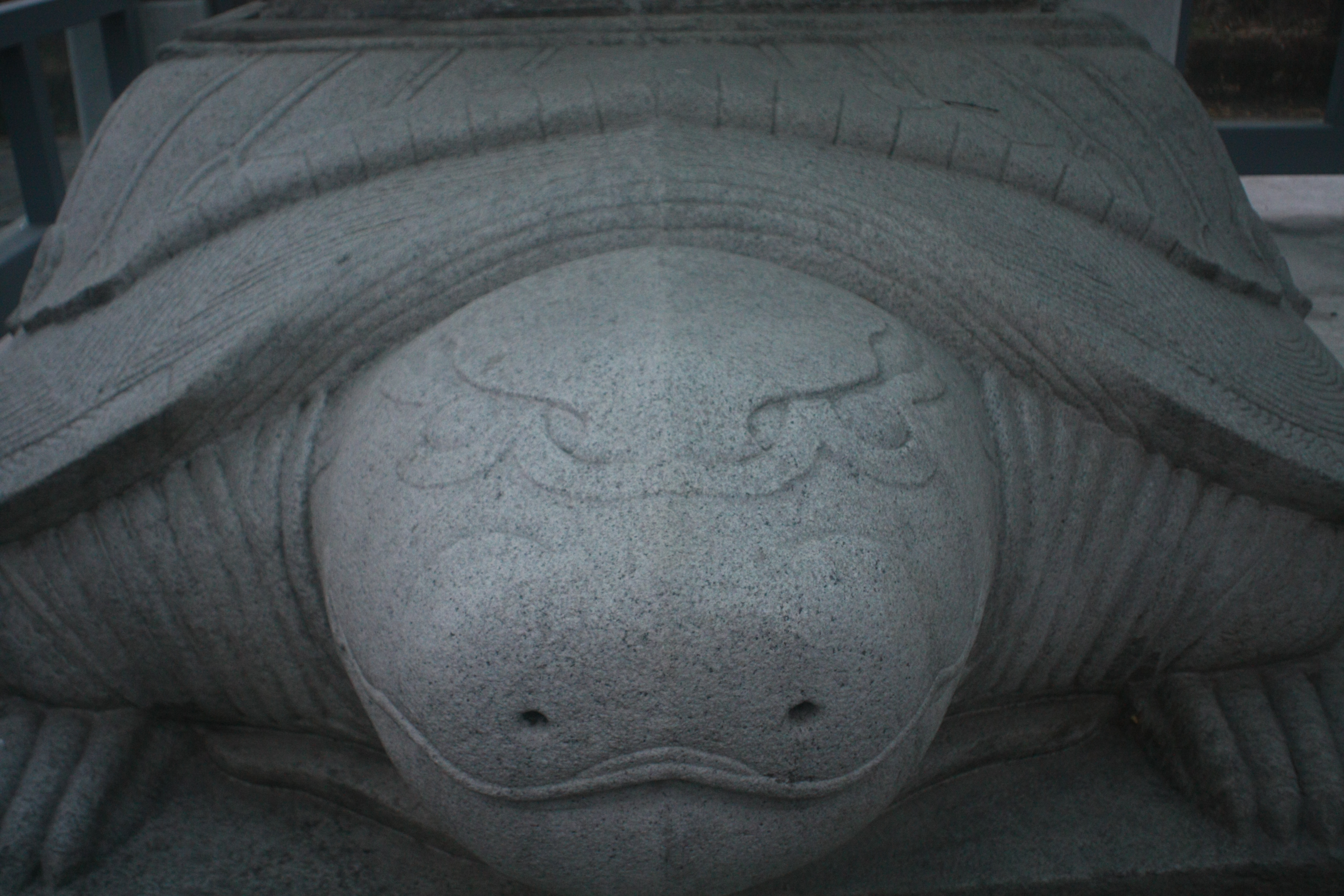
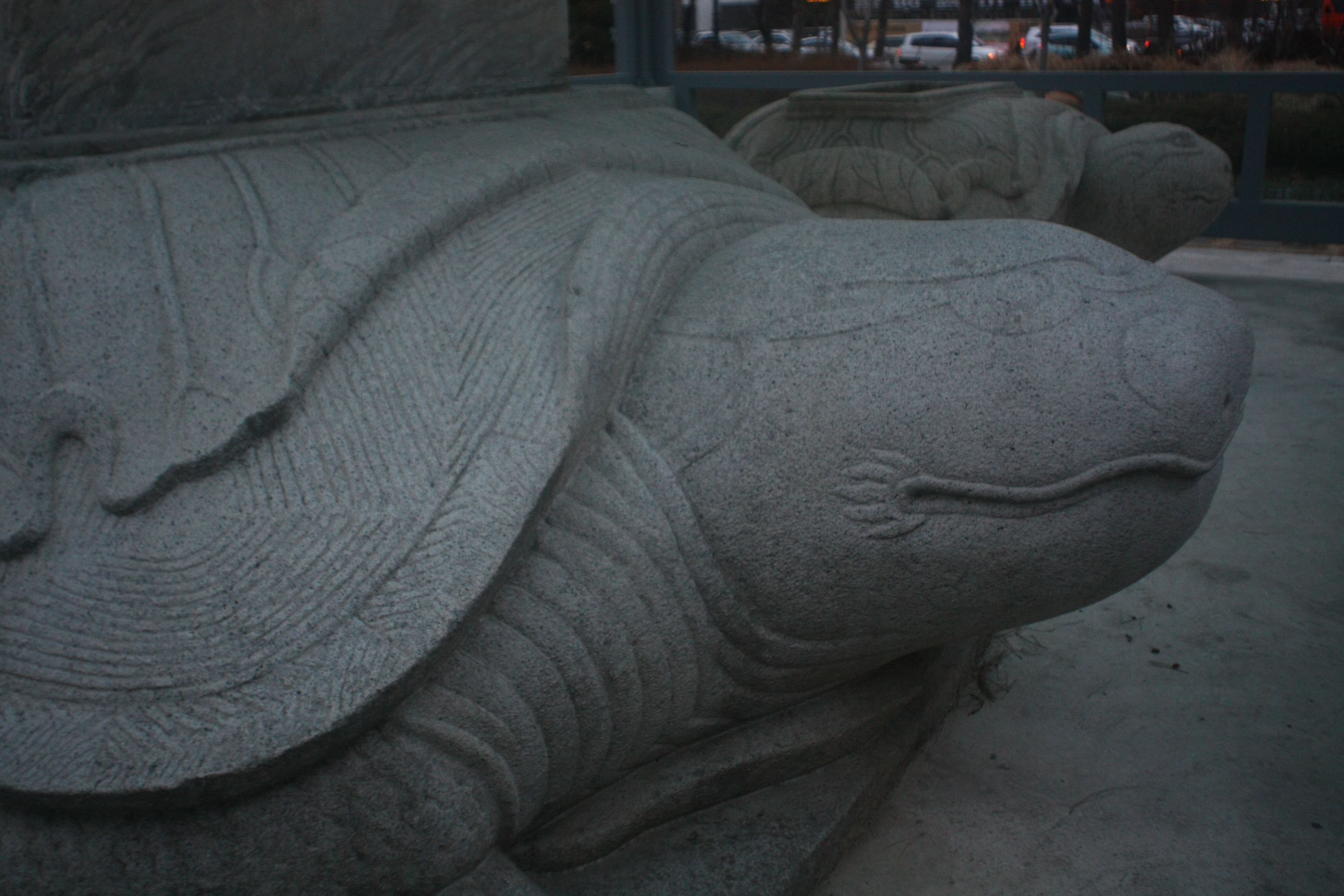
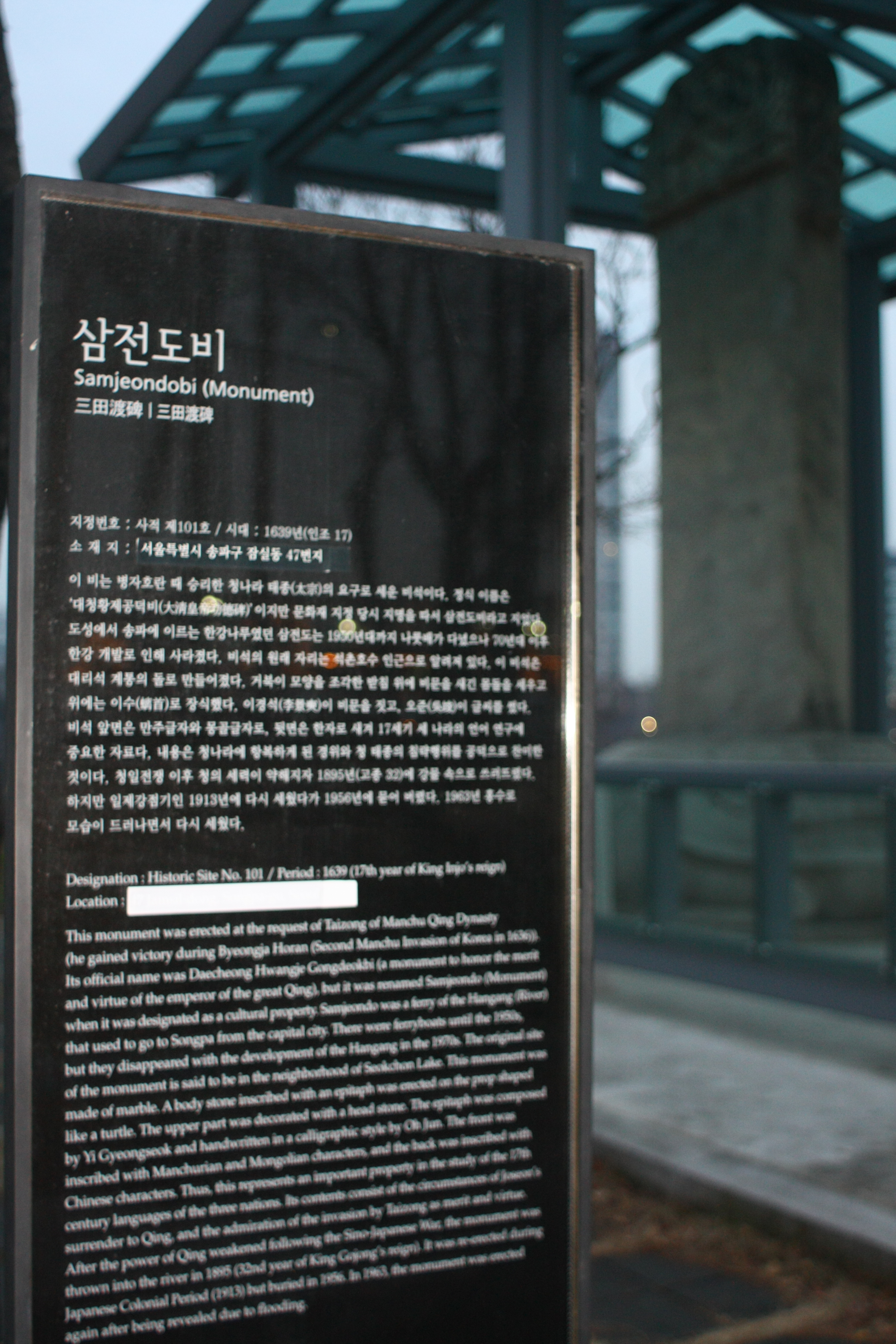
文化符号
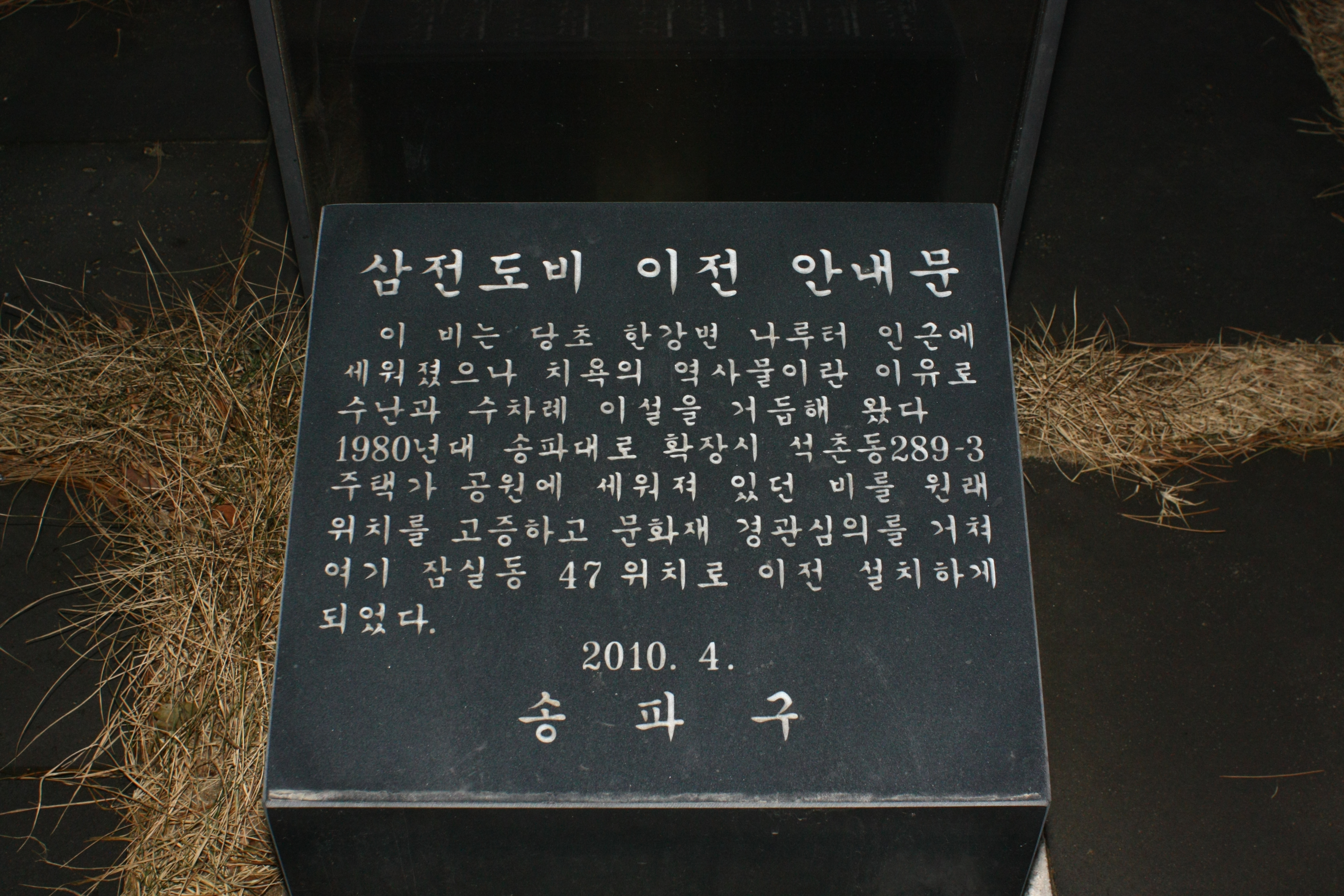
介绍
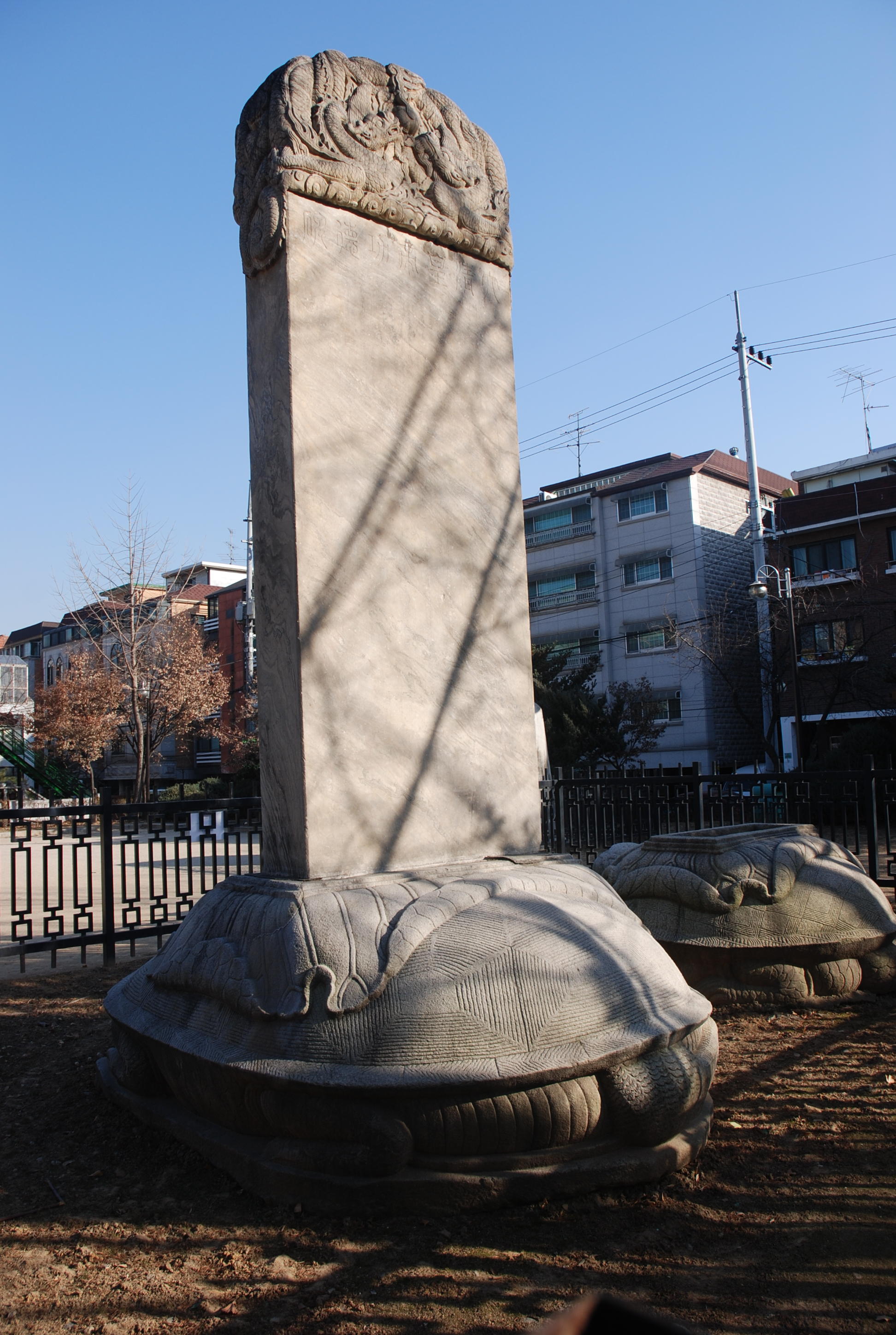
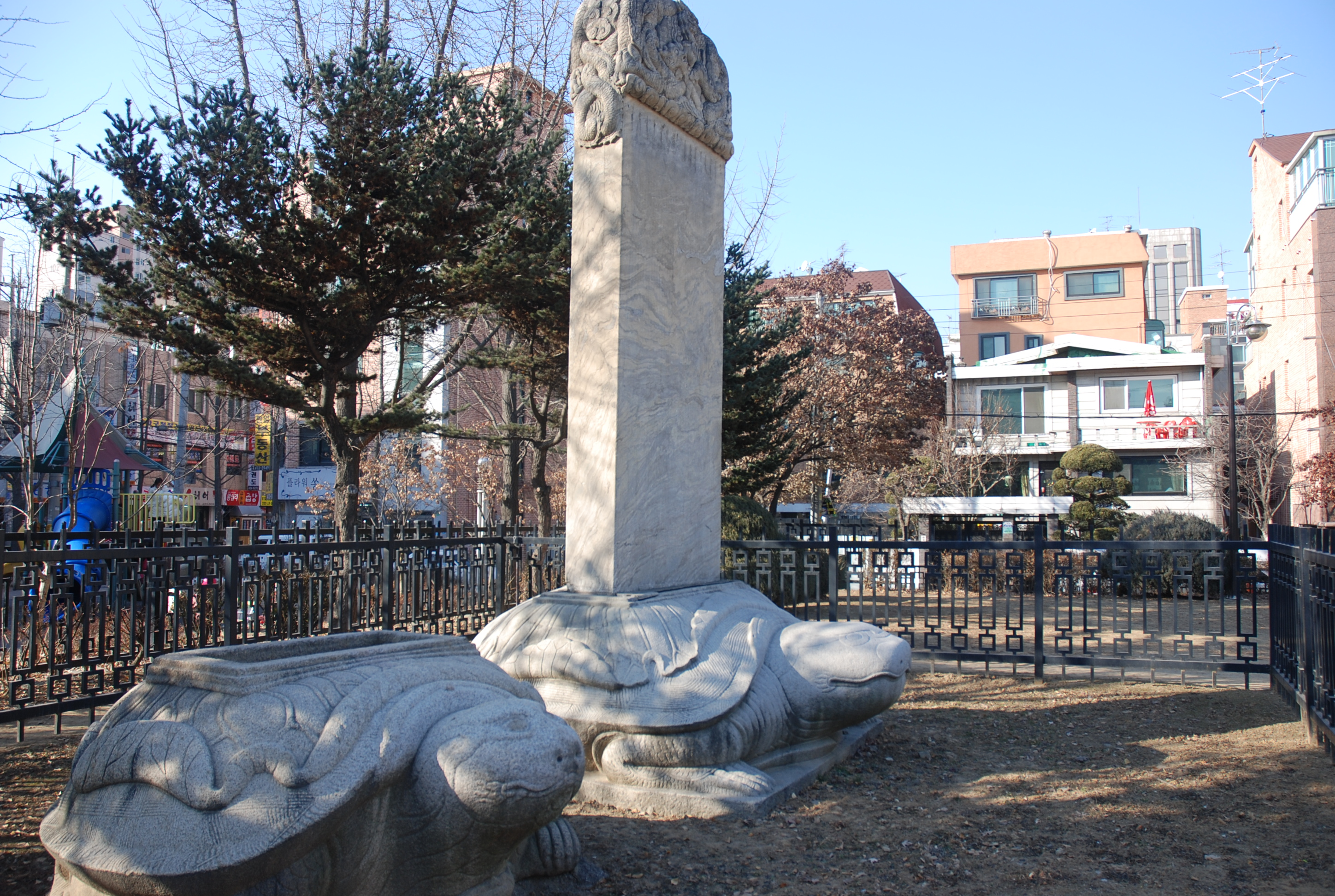
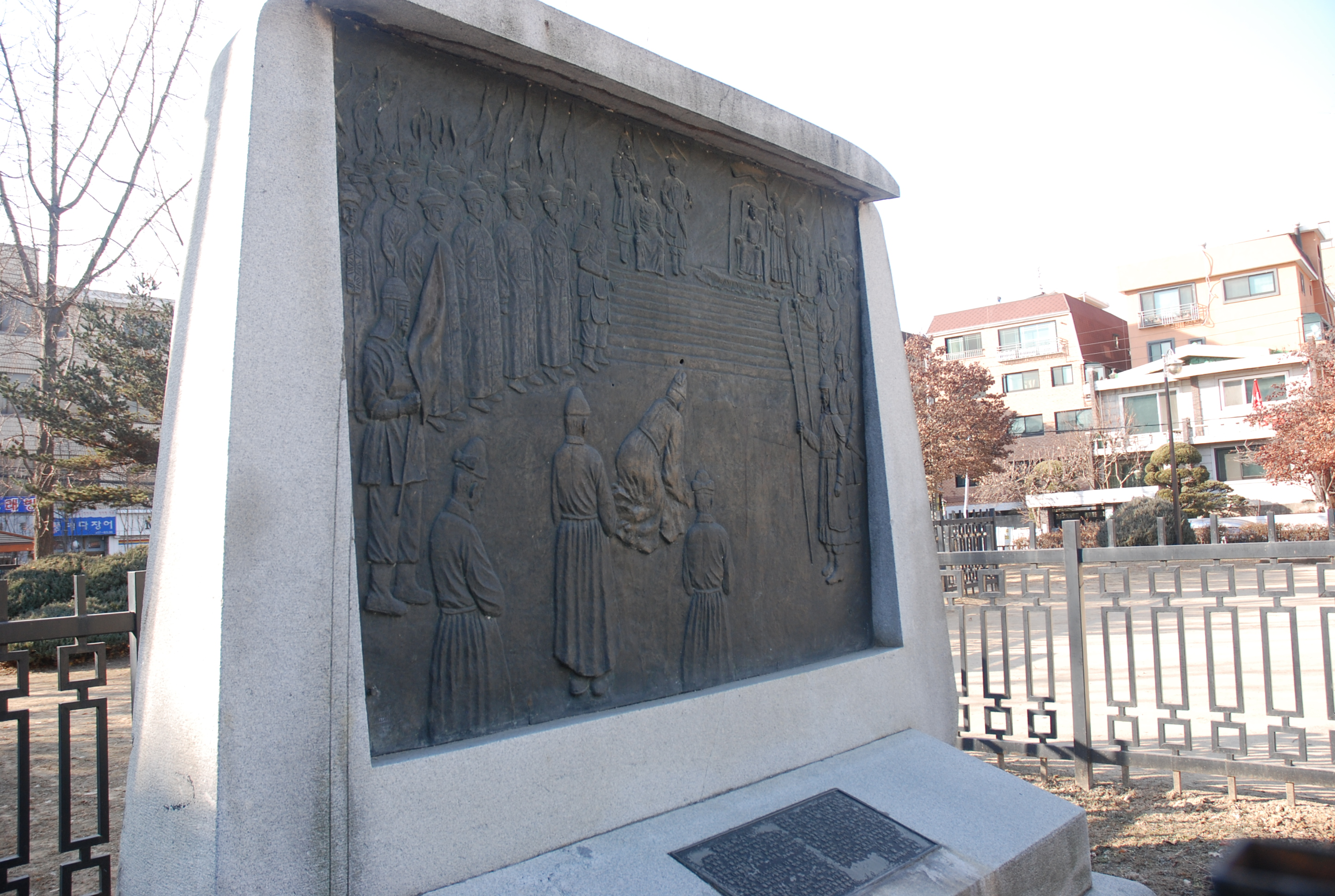
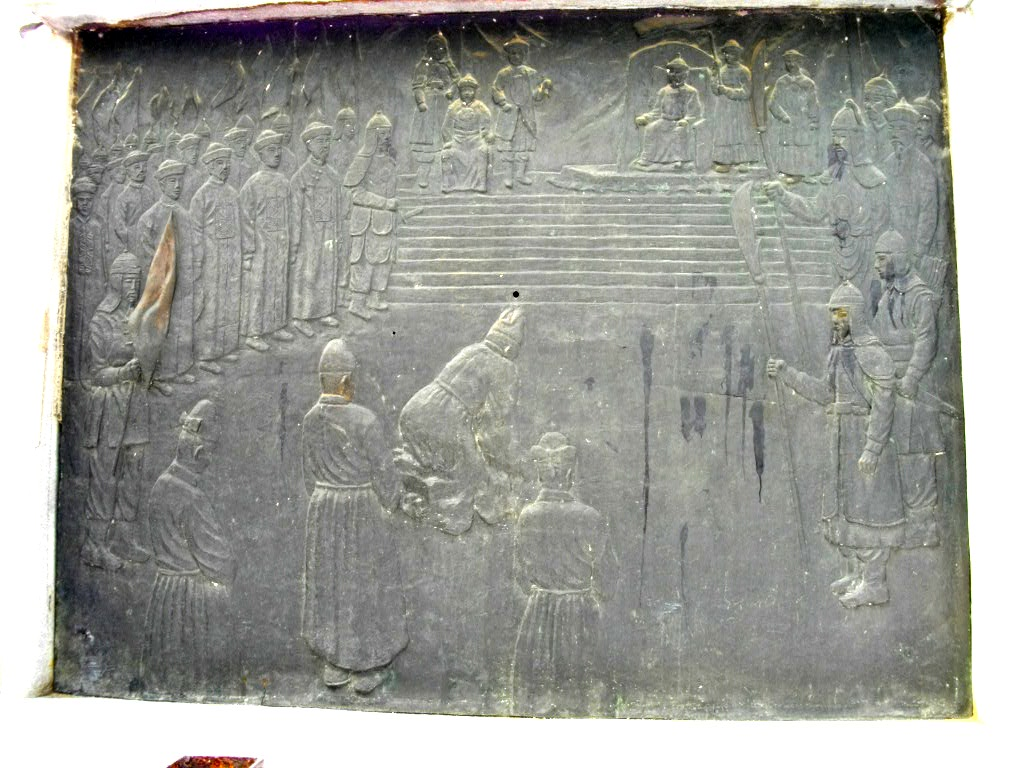
丙子胡亂行三跪九叩禮的想像浮雕，已撤除
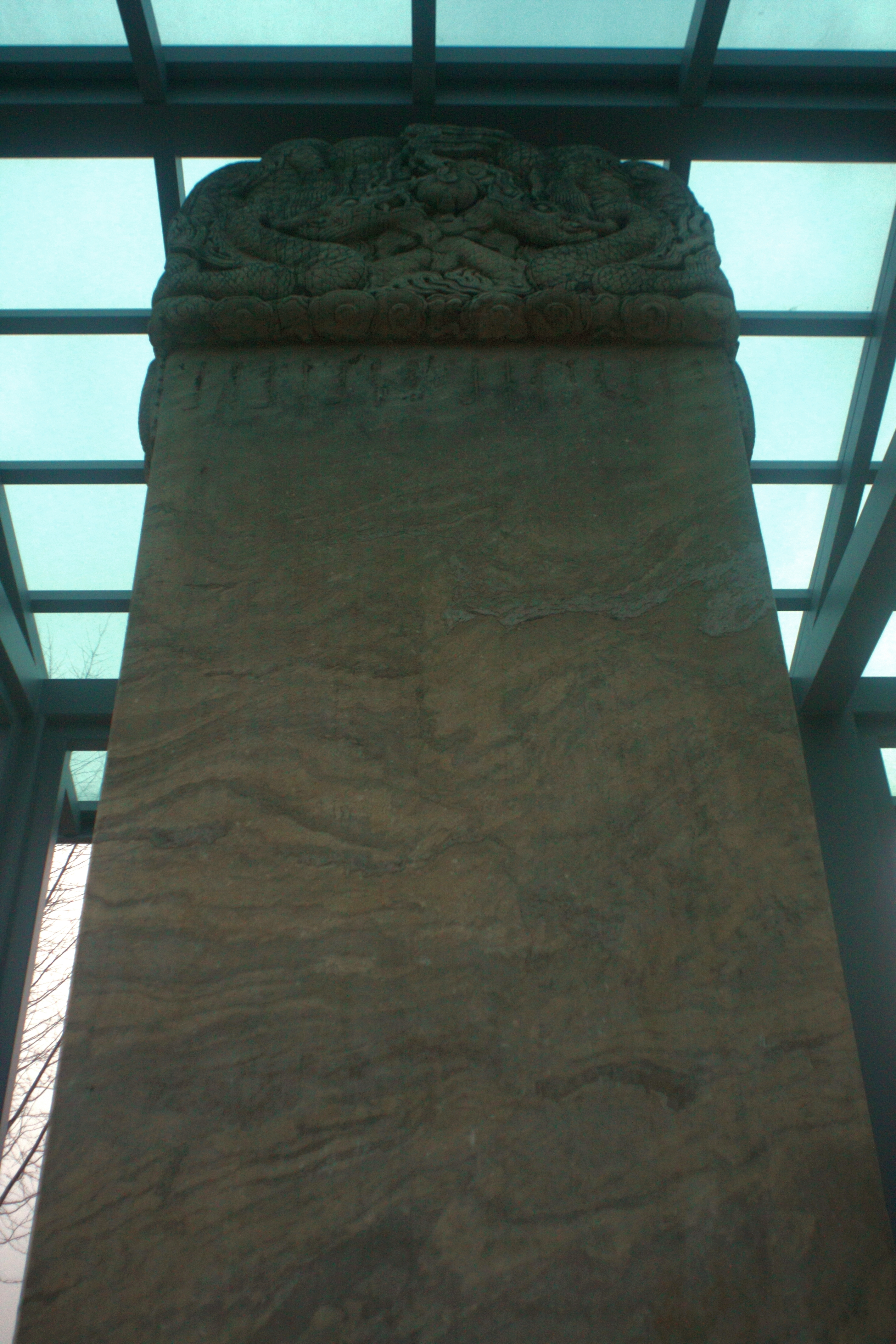
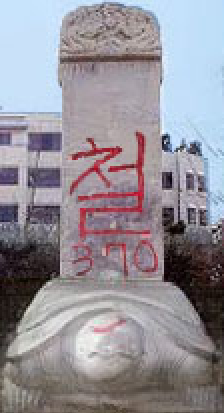
2007年破壞后的碑正面
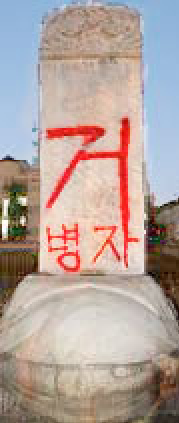
2007年破壞后的碑背面